# Rhinoceros sondaicus inermis
De kleine Indische neushoorn (Rhinoceros sondaicus inermis), ook bekend als de Indische Javaanse neushoorn of de hoornloze neushoorn, is een uitgestorven ondersoort van de Javaanse neushoorn (Rhinoceros sondaicus) die oorspronkelijk afkomstig was uit Noordoost-India, Bangladesh en Myanmar.

## Etymologie
De taxonnaam van de ondersoort, het Latijnse epitheton "inermis", betekent "ongewapend" of "tandloos". Het woord "tandloos" of in dit geval "hoornloos", verwijst naar het eerste exemplaar van de ondersoort, een vrouwtje zonder hoorn; deze eigenschap is identiek aan die van andere neushoornsoorten.

## Beschrijving
De kleine Indische neushoorn was middelgroot, met een langwerpiger lichaam dan de Javaanse neushoorn en lange, dunne poten. Hoeven van gemiddelde grootte en een kleine oogkas. De hoorngrootte en -lengte zijn waarschijnlijk ongeveer even groot als die van de Javaanse neushoorn. Er is niets bekend over mannelijke exemplaren.